# Прокторсвілл (Вермонт)
Прокторсвілл (англ. Proctorsville) — переписна місцевість (CDP) в США, в окрузі Віндзор штату Вермонт. Населення — 451 особа (2020).

## Географія
Прокторсвілл розташований за координатами 43°23′20″ пн. ш. 72°38′45″ зх. д. / 43.38889° пн. ш. 72.64583° зх. д. (43.388987, -72.645852).  За даними Бюро перепису населення США в 2010 році переписна місцевість мала площу 7,56 км², з яких 7,44 км² — суходіл та 0,12 км² — водойми.

## Демографія
Згідно з переписом 2010 року, у переписній місцевості мешкали 454 особи в 207 домогосподарствах у складі 120 родин. Густота населення становила 60 осіб/км².  Було 366 помешкань (48/км²).
Расовий склад населення:
| - 97,1 % — білих - 1,5 % — чорних або афроамериканців - 0,4 % — азіатів |

До двох чи більше рас належало 0,9 %. Частка іспаномовних становила 2,6 % від усіх жителів.
За віковим діапазоном населення розподілялося таким чином: 21,6 % — особи молодші 18 років, 57,5 % — особи у віці 18—64 років, 20,9 % — особи у віці 65 років та старші. Медіана віку мешканця становила 46,6 року. На 100 осіб жіночої статі у переписній місцевості припадало 94,0 чоловіків;  на 100 жінок у віці від 18 років та старших — 95,6 чоловіків також старших 18 років.
Середній дохід на одне домашнє господарство  становив 61 333 долари США (медіана — 46 250), а середній дохід на одну сім'ю — 83 901 долар (медіана — 78 929). За межею бідності перебувало 10,6 % осіб, у тому числі 5,3 % дітей у віці до 18 років та 7,4 % осіб у віці 65 років та старших.
Цивільне працевлаштоване населення становило 283 особи. Основні галузі зайнятості: мистецтво, розваги та відпочинок — 21,6 %, виробництво — 17,7 %, роздрібна торгівля — 13,1 %, освіта, охорона здоров'я та соціальна допомога — 12,0 %.